# Ignasi Corrons
Ignasi Corrons (Manresa, 1808 - Nàpols, 1874) fou president de Montserrat (1853-1855).
Monjo de Montserrat des del 1826. Durant l'exclaustració de 1835 es refugià a Montecassino fins que el 1841 fou nomenat superior del priorat montserratí de Nàpols, on residí fins a la mort, llevat dels anys 1853-1855, que ocupà accidentalment la presidència de Montserrat. En aquest curt període topà amb immenses dificultats fins que s'embarcà novament cap a Itàlia.
És autor de l'extens poema titulat Joan Garí, l'ermità de Montserrat (Manresa, 1868).